# Oxysmilia epithecata
Oxysmilia epithecata är en korallart som beskrevs av Stephen D. Cairns 1999. Oxysmilia epithecata ingår i släktet Oxysmilia och familjen Caryophylliidae. Inga underarter finns listade i Catalogue of Life.